# Clocks
«Clocks» es una canción de la banda británica Coldplay. Todos los miembros de la banda, la compusieron para su segundo álbum de estudio, A Rush of Blood to the Head. Creada sobre la base de repetitivos arpegios en el piano, la canción presenta una letra críptica en la que sobresale un tono de desesperación. Existen muchas remezclas de esta canción, y su acompañamiento de piano fue tomado como muestra para muchas otras. «Clocks» ganó el premio a Grabación del Año en la entrega de los Grammy de 2004, y sigue siendo uno de los temas más exitosos del grupo.
Desde su debut, «Clocks» se convirtió en un éxito comercial y tuvo buenas críticas. Muchos especialistas alabaron el ostinato de piano, creado por el cantante Chris Martin. Coldplay lanzó este tema como el tercer sencillo de A Rush of Blood to the Head y alcanzó el noveno puesto en la UK Singles Chart. En Estados Unidos se lanzó como el segundo sencillo de dicho álbum, alcanzando el puesto número 29 en el Billboard Hot 100. En la lista elaborada en 2010 por la revista Rolling Stone de Las mejores canciones de la década, este tema está ubicado en el puesto número 26.

## Antecedentes y composición

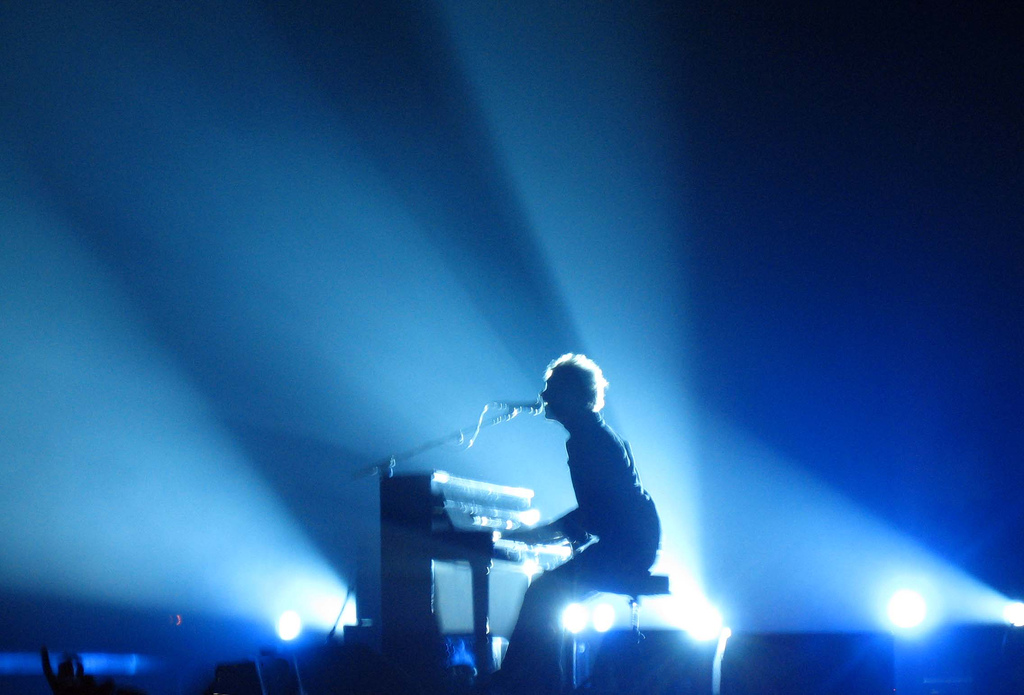
Chris Martin durante un concierto en Barcelona en 2005.

«Clocks» se concibió durante las últimas sesiones de grabación del segundo álbum de Coldplay, A Rush of Blood to the Head. El vocalista Chris Martin llegó a altas horas de la noche al estudio, de pronto un acompañamiento de piano acudió a su mente y decidió escribirlo. Según Martin, la banda británica Muse sirvió como inspiración. Martin presentó su idea al guitarrista Jon Buckland, quien le añadió acordes al tema básico: «Él [Jon Buckland] tomó su guitarra (una certera señal de que le gustaba la canción) y tocó esos brillantes acordes... Fue como el proceso de una reacción química».
Antes de componer «Clocks», la banda ya había preparado diez canciones para el álbum. Por este motivo, pensaron que era demasiado tarde para incluir la canción debido a que A Rush of Blood to the Head estaba casi completo. Resolvieron grabar una versión del tema y guardarla con otros trabajos incompletos, etiquetando el archivo como «Canciones para el número tres», dando a entender que iban a ubicar esos trabajos en su tercer álbum de estudio, X&Y.
En junio de 2002, el grupo estaba listo para presentar su trabajo a Parlophone, su discográfica. Sin embargo, Martin no estaba satisfecho con el álbum, y sentía que era «basura». Por esta razón, acordaron demorar su lanzamiento. Tras una pequeña gira, Coldplay empezó a trabajar sobre su «Canciones para el número tres». Phil Harvey, amigo de Martin y mánager de la banda, escuchó «Clocks» y le sugirió trabajar en ella inmediatamente. Martin, persuadido por Harvey, mejoró el esbozo de la canción, mientras que los otros miembros de la banda aportaron una figura de bajo eléctrico y batería. Coldplay grabó la canción muy rápido, debido al inminente lanzamiento del álbum anteriormente pospuesto, que ocurrió dos meses más tarde de la fecha que originalmente había sido acordada.

## Análisis
«Clocks» se creó sobre la base de sucesivos arpegios en el piano, y presenta un acompañamiento minimalista de bajo y batería. Martin usó un ostinato y una escala descendiente que cambia de una tonalidad mayor a otra menor, y viceversa constantemente. Además de los instrumentos acústicos, la canción cuenta con acompañamiento de sintetizadores simulando instrumentos de cuerda.
La letra de la canción presenta contradicciones y tiene un tono de desesperación. Chris Martin canta, según sus propias palabras, sobre un estado de «impotencia [...] en una relación disfuncional que no puede terminarse». La letra es críptica, y los versos finales de la segunda estrofa resaltan aún más esta característica: «Come out upon my seas/Cursed missed opportunities/Am I a part of the cure/Or am I part of the disease?». El título de la canción a la vez «alude metafóricamente» a la letra, «empujando al oyente a reflexionar sobre la obsesión del mundo con el tiempo, y lo conecta con la idea de que hay que aprovechar mientras estamos aquí, vivos y presentes».

## Lanzamiento como sencillo
Coldplay lanzó «Clocks» en Europa el 24 de marzo de 2003 como el tercer sencillo de A Rush Of Blood To The Head. Presenta dos lados B: «Animals», una de las favoritas de la banda en las presentaciones en vivo, no incluida en dicho álbum, y «Crests Of Waves». La portada del sencillo, creada por Sølve Sundsbø, quien hizo también la carátula del disco y de otros sencillos, es un retrato de Martin. Mientras se preparaban para lanzar como sencillo en Estados Unidos «The Scientist», Capitol Records consideró que la canción habría fallado comercialmente allí, por lo que prefirieron sacar a la venta «Clocks».
Para promocionar el sencillo se grabó un videoclip, dirigido por Dominic Leung. La toma de planos se llevó a cabo en el Centro de Exposiciones ExCeL de Londres. En el video muestra a los miembros de la banda interpretando la canción con luces de colores frente a un público compuesto en su mayoría por estudiantes universitarios.

## Recepción y premios

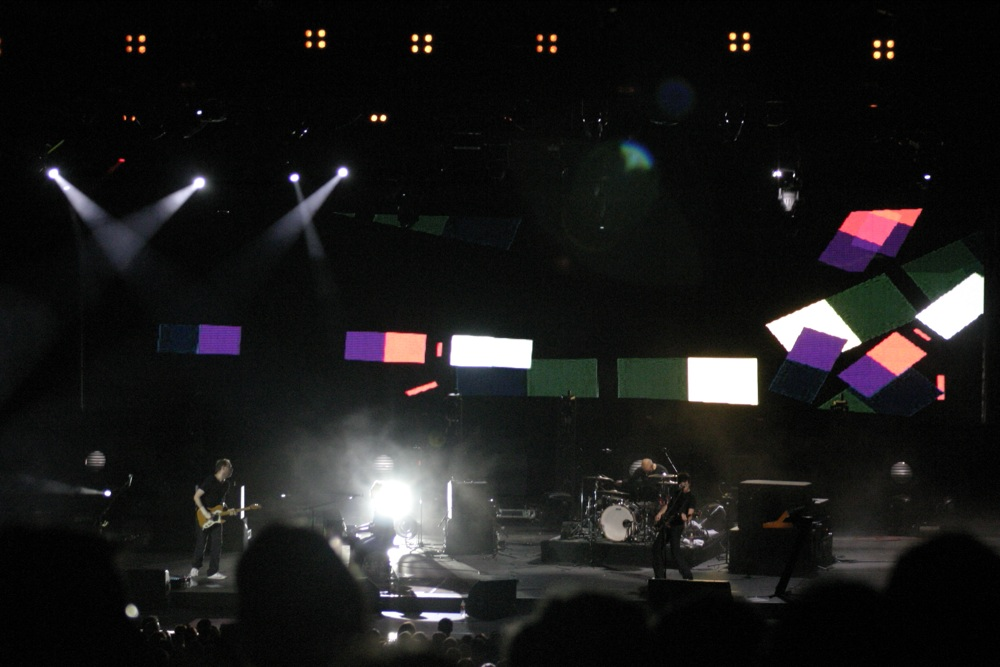
Coldplay interpretando «Clocks» durante un concierto en vivo en 2005.

Durante 2003, «Clocks» figuró en varios avisos publicitarios, películas y programas de televisión: desde los programas del World Wrestling Entertainment hasta la película de drama irlandesa llamada In America, y un episodio de la serie estadounidense ER. El filme de 2003 Confidence reprodujo la canción entera en los créditos, y también apareció en las series televisivas The Sopranos y Third Watch. A fines de 2003, la canción se usó para la película Peter Pan. Además, se utilizó en la película The Wild de 2006.
Las críticas fueron en su mayoría positivas. Rob Sheffield, en su revisión del álbum para la revista Rolling Stone, dijo que «[el guitarrista] Jon Buckland brilla en estas excelentes [canciones de] rock psicodélico como [...] “Clocks”». David Cheal, crítico de The Daily Telegraph, opinó que «Clocks» presenta «un hipnótico acompañamiento de piano, un ritmo galopante y una melodía pegadiza, todo esto construye un clímax magníficamente sereno, con la flotante voz de Martin cantando». En la entrega de los Premios Grammy de 2004, el tema recibió el reconocimiento a la grabación del año. También obtuvo una nominación a mejor sencillo en los Premios Q. Ocupó el puesto número 68 en el top 100 de Pitchfork de los mejores sencillos del período que abarcan los años 2000 y 2004.
El sencillo tuvo éxito en la radio durante 2003, y se posicionó considerablemente bien en muchas listas a nivel mundial. En el Reino Unido, UK Singles Chart la ubicó en el noveno puesto. En los Estados Unidos, alcanzó el puesto número 29 en sus listas.
«Clocks» se considera uno de los mejores logros de Coldplay, y la línea armónica del piano, la firma del talento de la banda. Según el The New York Times, los arpegios introductorios fueron ampliamente usados para otras canciones de otros artistas, mediante el método de samples. Además, muchas de las canciones de X&Y están influenciadas por «Clocks». Brian Cohen de la revista Billboard ha notado que esta canción sirvió como «base» para otras de dicho álbum, que «se parecen en estructura o en el sentimiento que producen». «Speed of Sound», el primer sencillo de X&Y, comparte ciertas similitudes con «Clocks», entre ellas, la misma progresión de acordes. Según el diario The New York Times, el sencillo de 2008 del cantante estadounidense Jordin Sparks «No Air» «copia la familiar estructura pianística de “Clocks”». La canción «Should I Go» de la cantante estadounidense Brandy, incluida en su álbum Afrodisiac, utiliza una muestra de dichos arpegios, y sucede lo mismo con el sencillo del cantante mexicano Alejandro Fernández «Te voy a perder». En 2009, el DJ francés David Guetta lanzó, junto a Kelly Rowland como sencillo «When Love Takes Over», que presenta otra muestra, así como la canción «Shining Down» de Lupe Fiasco con Matthew Santos. Una estructura similar puede ser escuchada en una remezcla de la canción «I Need You Now», también interpretada por este último dúo.

## Otras versiones y remezclas
El tema «Clocks» fue remezclado muchas veces. El dúo noruego Röyksopp hizo una versión, siendo posible la descarga en su sitio web oficial. El sencillo además contiene una versión de «God Put a Smile Upon Your Face», junto al DJ Mr Thing. Dicha versión de «Clocks» alcanzó el quinto puesto en el Triple J Hottest 100 en 2003, mientras que la versión original ocupó el puesto número 69 el año anterior. Además ha habido otras versiones remezcladas del tema, incluyendo una de Ron van den Beuken y Deep Dish que apareció en muchos programas de descarga de música pirata. El grupo chino Twelve Girls Band realizó una interpretación de la canción original para su álbum Eastern Energy. Otra versión existe en el disco recopilatorio Rhythms del mundo, producido por el reconocida agrupación musical cubana Buena Vista Social Club, que incluye temas de diversos artistas de Gran Bretaña, Estados Unidos e Irlanda. En 2003, la canción figuró en el primer disco en directo de Coldplay Live 2003. También apareció en el álbum de la banda LeftRightLeftRightLeft.

## Lista de canciones
| CD  |                   |          |  |
| N.º | Título            | Duración |  |
| 1.  | «Clocks»          | 5:09     |  |
| 2.  | «Crests of Waves» | 3:40     |  |
| 3.  | «Animals»         | 5:35     |  |

| DVD |                                  |          |  |
| N.º | Título                           | Duración |  |
| 1.  | «Clocks» (Video Version)         | 4:11     |  |
| 2.  | «Politik» (Live & photo gallery) | 6:44     |  |
| 3.  | «In My Place» (Live)             | 4:03     |  |
| 4.  | «Interview»                      |          |  |

| CD (Estados Unidos) |                 |          |  |
| N.º                 | Título          | Duración |  |
| 1.                  | «Clocks»        | 5:09     |  |
| 2.                  | «Yellow» (Live) | 5:12     |  |

| CD (Francia) |                   |          |  |
| N.º          | Título            | Duración |  |
| 1.           | «Clocks» (Edit)   | 4:11     |  |
| 2.           | «Crests of Waves» | 3:40     |  |
| 3.           | «Animal»          | 5:35     |  |

| EP  |                       |          |  |
| N.º | Título                | Duración |  |
| 1.  | «Clocks» (Edit)       | 4:11     |  |
| 2.  | «Crests of Waves»     | 3:40     |  |
| 3.  | «Animals»             | 5:35     |  |
| 4.  | «Murder»              | 5:36     |  |
| 5.  | «In My Place» (Live)  | 4:03     |  |
| 6.  | «Yellow» (Live)       | 5:12     |  |
| 7.  | «Clocks» (Video)      | 4:18     |  |
| 8.  | «In My Place» (Video) | 3:48     |  |

| Limited Dutch Edition CD1 |                                |          |  |
| N.º                       | Título                         | Duración |  |
| 1.                        | «Clocks» (Edit)                | 4:11     |  |
| 2.                        | «Politik» (Live In Rotterdam)  | 6:53     |  |
| 3.                        | «Shiver» (Live In Rotterdam)   | 5:27     |  |
| 4.                        | «Daylight» (Live In Rotterdam) | 5:49     |  |

| Limited Dutch Edition CD2 |                                                  |          |  |
| N.º                       | Título                                           | Duración |  |
| 1.                        | «Clocks» (Album Version)                         | 5:09     |  |
| 2.                        | «Trouble» (Live In Rotterdam)                    | 4:44     |  |
| 3.                        | «The Scientist» (Live In Rotterdam)              | 5:19     |  |
| 4.                        | «Green Eyes/Mooie Ellebogen» (Live In Rotterdam) | 5:16     |  |

| Limited Dutch Edition CD3 |                                             |          |  |
| N.º                       | Título                                      | Duración |  |
| 1.                        | «Clocks» (Live In Rotterdam)                | 5:32     |  |
| 2.                        | «In My Place» (Live In Rotterdam)           | 3:52     |  |
| 3.                        | «Everything's Not Lost» (Live In Rotterdam) | 8:48     |  |
| 4.                        | «Yellow» (Live In Rotterdam)                | 4:45     |  |

| Digital Single |                   |          |  |
| N.º            | Título            | Duración |  |
| 1.             | «Clocks» (Edit)   | 4:11     |  |
| 2.             | «Crests of Waves» | 3:40     |  |

## Posiciones en las listas
| Lista (2003)                                | Posición más alta |
| ------------------------------------------- | ----------------- |
| Australia (ARIA)                            | 28                |
| Bélgica (Flandes) (Ultratip Bubbling Under) | 2                 |
| Bélgica (Valonia) (Ultratip Bubbling Under) | 7                 |
| Canada (Nielsen SoundScan)                  | 7                 |
| Croatia (HRT)                               | 5                 |
| El Salvador (El Siglo de Torreón)           | 5                 |
| Europe (European Hot 100 Singles)           | 28                |
| Francia (SNEP)                              | 65                |
| Alemania (Offizielle Deutsche Charts)       | 50                |
| Irlanda (IRMA)                              | 15                |
| Italia (FIMI)                               | 24                |
| Países Bajos (Dutch Top 40)                 | 2                 |
| Países Bajos (Mega Single Top 100)          | 2                 |
| Nueva Zelanda (Recorded Music NZ)           | 13                |
| Escocia (Scottish Singles Sales Chart)      | 10                |
| Suiza (Schweizer Hitparade)                 | 71                |
| Reino Unido (UK Singles Chart)              | 9                 |
| Estados Unidos (Billboard Hot 100)          | 29                |
| Estados Unidos (Adult Top 40)               | 4                 |
| Estados Unidos (Alternative Airplay)        | 9                 |
| Estados Unidos (Hot Dance Club Songs)       | 31                |
| Estados Unidos (Mainstream Top 40)          | 21                |